# الحصي (الأنبار)
الحصَيّ هي قرية زراعية عراقية تقع في محافظة الأنبار جنوب مدينة الفلوجة وفي شمال غرب عامرية الفلوجة، تبعد حوالي 3 كيلومتر من نهر الفرات. أسقطت طائرة هليكوبتر أمريكية من طراز شينوك بالقرب من المدينة خلال حرب العراق في نوفمبر 2003. عانت المدينة من هجمات تنظيم داعش في عام 2016، اذ احتجز التنظيم حوالي 2000 عائلة وجعلهم دروع بشرية من مدينتي البو هوى والحصي.